# Escuela de Administración de Hostelería de la Universidad Estatal de Pensilvania
La Escuela de Administración de Hostelería de la Universidad Estatal de Pensilvania (también conocida como SHM) está ubicada en el campus principal de las Universidad Estatal de Pensilvania en University Park, PA. La Escuela sirve aproximadamente a 740 estudiantes.  La SHM es uno de los tres programas más viejos que siguen funcionando en los Estados Unidos y ofrece una Licenciatura en Ciencias una Maestría en Ciencias, y un Doctorado de Filosofía en la Administración de la Hospitalidad. El programa de estudios de Licenciatura en Ciencias ofrece un título opcional en emprendimiento e innovación, un enfoque opcional en la dietética administración, y un enfoque opcional en la administración de juegos de casino.
SHM tiene un Career Center bajo la dirección de Mr. Brian Black, el Center for Hospitality Real Estate Strategy bajo la dirección de Dr. John O'Neill, el Center for Food Innovation bajo la dirección de Dr. Peter Bordi, y el Hospitality Leadership Institute bajo la dirección de Ms. Ruth Ann Jackson. La escuela incluye, bajo la dirección de Dr. Amit Sharma, los ICHRIE Penn State Research Reports, estudios de investigación diseñado para ejecutivos de la industria. SHM también tiene un Industry Advisory Board compuesto de líder ejecutivos de la industria de la hospitalidad quien proporcionan la escuela con asesoramiento estratégico y quien fortalecen los relaciones con la industria para cosas como colocación de la carrera, educación, e investigaciones, y también ayudan el profesorado permanecer corriente con las tendencias de la industria. La asociación de exalumnos de la escuela se conoce como el Penn State Hotel and Restaurant Society.

## Historia
El programa de la Administración de la Hospitalidad en Penn State formally began in 1937 as an outgrowth of Institutional Management and was originally known as Hotel Administration.
inicio formalmente en 1937 como un resultado de la gestión institucional y fue originalmente conocido como el programa de Administración Hotelera.
En 1958, el programa cambió su nombre a Servicio de Alimentos y Administración del Alojamiento (FSHA), dividiendo al programa principal de Administración Hostelera en dos carreras independientes: Servicio de Comida Comercial y la Administración de Residente Institucional.
En la década de 1970, el programa llegó a enfocarse en la Administración del Servicio y Dietética Administrativa.
En 1981, el nombre del programa cambió nuevamente a El Department of Hotel, Restaurant and Institutional Management.   El departamento fue actualizado en 1987 con el nombre la Escuela de Hoteles, Restaurantes y Gestión Institucional.  En el 2005, el programa cambió su nombre a Escuela de Gestión de la Hospitalidad.

## El Edificio Mateer y El Café Laura

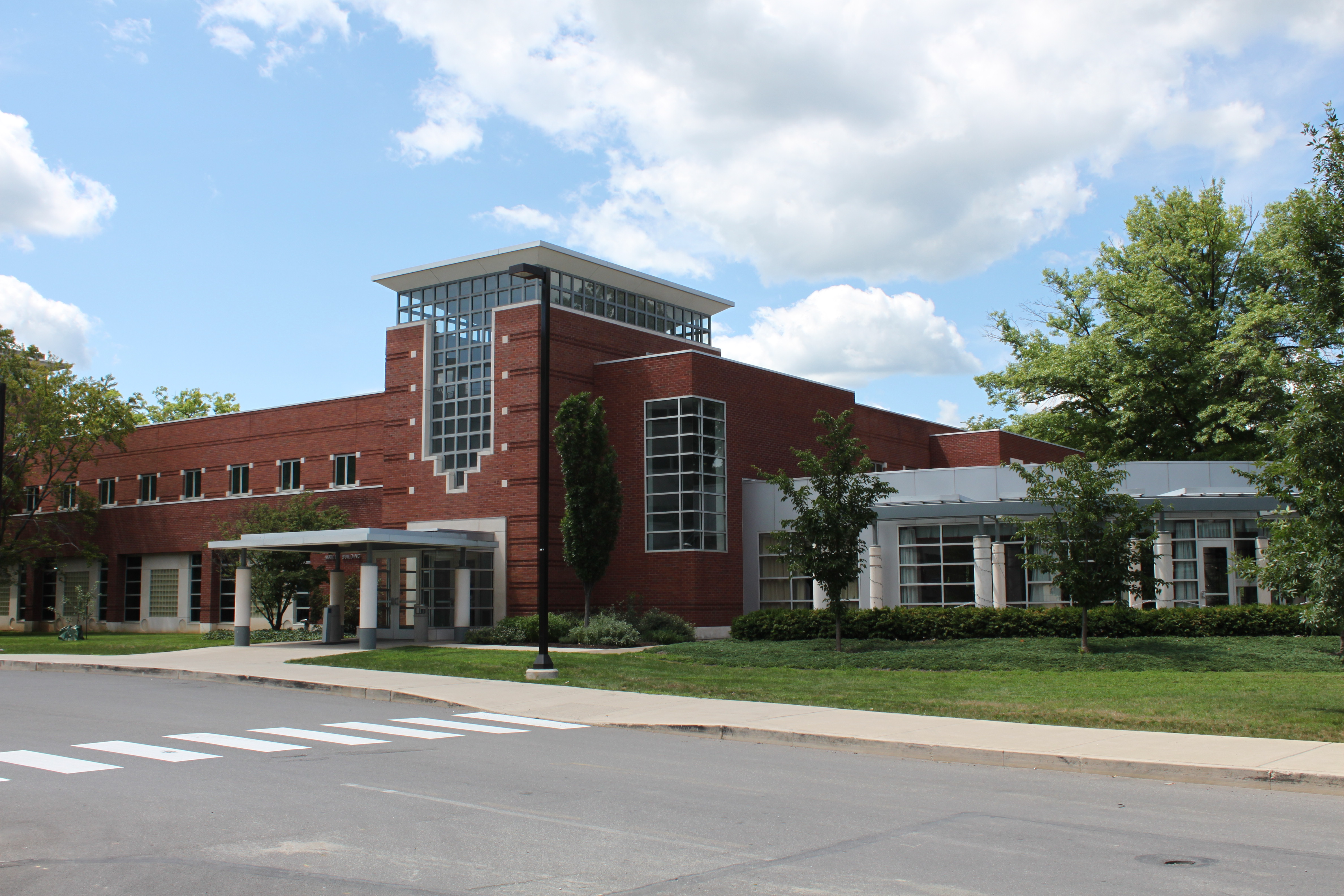
Mateer Building- Penn State School of Hospitality Management

La School of Hospitality Management está ubicada en el Edificio Mateer, sobre la esquina noroeste del University Park University Park campus cerca de la intersección de Atherton Street and Park Avenue. y Park Avenue.  El Edificio Mateer fue terminado en 1993 y lleva el nombre de A. Laura Mateer y de su esposo M.C. “Matty” Mateer, en cuya memoria ella había donado $1.5 millones para la Escuela.  El Edificio Mateer alberga a Café Laura, el Center for Food Innovation, al Hospitality Leadership Institute, una cocina de investigación y producción, salas de entrevistas, salas de conferencias, oficinas de profesores, un laboratorio de computación y aulas de clase.
El Café Laura, llamado así por Laura Mateer, es el restaurante dirigido por los estudiantes ubicado en el Edificio Mateer. Bajo la supervisión de los instructores, los estudiantes reciben experiencia práctica en el restaurante con un ambiente entorno de un almuerzo relajado y en un ambiente de una cena formal temática. El Café Laura se sometió a un cambio significativo en el año 2013, con una nueva área de comedor que incluye: mesas, sillas, alfombras, pintura, obras de arte, señalización, iluminación, equipos, tratamientos de ventana, nuevos menús y la incorporación de un equipo y servicio de comida lista para llevar. Durante el 2014, El Café recibió una renovación adicional de $1.2 millones de dólares americanos, que incluye un nuevo y completo mostrador, un bar espresso, un comedor ejecutivo, baños, accesorios de iluminación adicionales, alfombras, pintura, obras de arte, señalización y menús.

## School of Hospitality Management (SHM) de Penn State en las Noticias
La facultad y el personal de la School of Hospitality Management (SHM) de Penn State son frecuentemente mencionados por los medios de comunicación local por su experiencia y sus actividades en clase.  En el 2014, el director de la Escuela, el Dr. John O’Neill, publicó un estudio para American Hotel & Lodging Association (AH&LA) y el Asian American Hotel Owners Association (AAHOA) que examinó los impactos potenciales de un aumento en el salario mínimo nacional a 10.10USD por hora. El Dr. O´Neill también publica trimestralmente el índice de los valores de los hoteles de Estados Unidos, un modelo econométrico de proyección de los futuros valores en el mercado de los hoteles, que es frecuentemente citado por los medios de comunicación nacionales. El Profesor Asociado Dan Mount fue entrevistado por la CNN sobre los reportes de chinches en los hoteles.
El Center for Food Innovation  (CFI) en la SHM y su Director, Dr. Peter Bordi, fueron reconocidos por sus contribuciones en la creación de alimentos saludables por la State College Magazine, y el Advanced Meeting and Event Planning curso, impartido por Jackie Golas, fue el tema de un artículo del Centre Daily Times en el 2013. La carrera de enseñanza del instructor sénior Peter Yersin en Penn State, fue el tema de un artículo del 2011, titulado: “9 to 5 with Peter Yersin”. El Dr. John O`Neill fue citado en NBC Today respecto a los paquetes de la Edad del Jazz, basados en el lanzamiento de la película The Great Gatsby, y en el New York Times en relación con el alojamiento en los clubes privados. La investigación del Dr. O’Neill sobre los tipos de factores de estrés más comunes en la industria de la hospitalidad entre los gerentes y los empleados por hora, fue recientemente citado por TNS.

## Clasificaciones Nacionales
El School of Hospitality Management en Penn State ha sido frecuentemente reconocido como uno de los programas de hospitalidad líderes en el mundo.  En contribuciones a la investigación académica, la Dra. Anna Matilla fue calificada como la autora más prolífica del nuevo milenio en un artículo del 2011 del Journal of Hospitality and Tourism Research Journal of Hospitality and Tourism Research (JHTR) article, la Dra. Breffni Noone recibió en el 2013 el Premio al Artículo del Año JHTR, y el Dr. Michael Tews recibió el Premio al Mejor Artículo 2013 de Cornell Hospitality Quarterly. Un artículo en el 2010 de JHTR sobre liderazgo académico en las revistas de hospitalidad y turismo, calificaron a Penn State como la segunda más alta dentro de las universidades con jefes editores y sexta en un total de casos con jefes editores, editores asociados y miembros de consejos editoriales.
Penn State fue calificada en la posición número cuatro en un artículo de JHTR en el 2009 acerca de los mejores 100 programas de hospitalidad, y fue calificada como tercera en las contribuciones para publicación a Cornell Hospitality Quarterly durante el período del 2008 al 2011.   Un artículo en el 2005 analizó el número de contribuciones a la investigación en revistas líderes en hospitalidad, y mostró que Penn State tenía el sexto nivel en número de contribuciones.
Un artículo en el 2006 de Hospitality Review, calificó a Penn State como el número dos de programas de hospitalidad universitaria.
En el 2002, un artículo en el Journal of Hospitality & Tourism Education, calificó a Penn State como el número cinco en programas de hospitalidad universitaria,  mientras que en el 2002, un artículo en el Journal of Hospitality & Tourism Education calificó a Penn State como el número cuatro en programas de hospitalidad universitaria.

## El Profesorado Conti
El Profesorado Conti fue establecido en 1987 por exalumnos y amigos de la Escuela de Gestión de la Hospitalidad de Penn State.  El programa de profesorado honra a Walter J. Conti, el primer operador de un restaurante multi unidades y Jefe de National Restaurant Association f por sus contribuciones a la Escuela, Penn State, and the hospitality profession.  Los profesores Conti son líderes reconocidos dentro de la industria de la hospitalidad que visitan a la escuela e interactúan con los estudiantes y el profesorado, presentan clases como profesores invitados en Administración de la Hospitalidad y conversan con los estudiantes universitarios y de posgrado en coloquios. La distinguida lista de más de 70 Profesores Conti incluye a algunos de los nombres más reconocidos en la industria de la hospitalidad, incluyendo emprendedores, directores ejecutivos y educadores líderes en la industria.  Algunos de los recientes Profesores Conti incluyen:
Leland C. Pillsbury 2014

Cofundador y Presidente de Thayer Lodging Group

Nancy Johnson 2014

Vicepresidenta Ejecutiva de Carlson Rezidor Hotel Group

Danny Meyer 2013

Director Ejecutivo y Fundador de Union Square Hospitality

Frits van Paasschen 2013

Presidente y Director Ejecutivo de Starwood Hotels and Resorts Worldwide 

John C. Metz 2012

Presidente Ejecutivo de Metz Culinary Management

Bill Fortier 2011

Vicepresidente Senior, Desarrollo, Hilton Worldwide

Plato Ghinos 2011

Presidente de Shaner Hotel Group

Everette James 2011 

Vicerrector Asociado para la Política de Salud y Planificación, University of Pittsburgh

Steve Rushmore 2010

Presidente y Fundador de HVS Global Hospitality Services

Mark Lomanno 2010

Miembro Ejecutivo del Consejo de NewBrandAnalytics

Franco Harris 2009

Presidente de Super Bakery, Inc.

## Penn State Hospitality Services
Hospitality Services es una empresa auxiliar de The Pennsylvania State University, que sirve a las necesidades de hospitalidad del profesorado, el personal y al público en general de Penn State.  Hospitality Services emplea a estudiantes y a exalumnos de la School of Hospitality Management tanto en puestos a tiempo complete como a tiempo parcial, y ofrece experiencia practica para muchos estudiantes del SHM. Los estudiantes reciben experiencia en hotelería tanto en el Hotel Nittany Lion Inn y Penn Starter Conference Center Hotel, y teoría en el curso de HM 380 (Gestión Hotelera).  Algunos estudiantes rotan a través de los departamentos de: Recepción, Ama de Llaves, y Mantenimiento, en los dos hoteles a lo largo del semestre. En el curso HM 495, los estudiantes participan en una práctica [enlace] supervisada con Penn State Hospitality Services, trabajando en un departamento específico por lo menos un semestre.
El Nittany Lion Inn, el Penn Starter Conference Center Hotel, el Roar Suites en Beaver Stadium y las Suites en Pegula Ice Arena son dirigidos por Penn State Hospitality Services.  En el 2014, the Nittany Lion Inn fue premiado con la designación AAA Four Diamond (Cuatro Diamantes AAA), el Certificado de Excelencia de TripAdvisor y la certificación de National Trust for Historic Preservation’s Historic Hotels of America. Además, el Penn Stater Conference Center fue galardonado con la certificación de International Association of Conference Centers (IACC) en el 2014.